# 安迪基西拉岛
安迪基西拉岛（[andiˈciθira]，意为“基西拉对面”），或译为安提基特拉，是一座希腊岛屿，位于爱琴海的边缘，伯罗奔尼撒半岛和克里特岛之间，基西拉岛东南38公里处。行政上该岛隶属于阿提卡大區岛屿专区的基西拉市镇，为大区内离大区中心雅典都会区最远的部分。岛上首要居住地及港口为波塔莫斯。岛屿呈菱形，长10.5公里，宽3.4公里，面积为20.43平方公里，2021年人口数量为39人。
该岛以安迪基西拉机械装置及安迪基西拉沉船的发现地而出名。

## 历史
该岛已知最早的居民是公元前5-4千纪可能的季节性狩猎者，他们来到该地捕猎候鸟。在青铜时代克里特文明的辐射下，該岛多次被定居又被废弃，因此人口变化无常。古典时代，该岛曾被称为埃癸利亚（Αἰγιλία）、阿伊癸拉（Αἴγιλα）或俄古洛斯（Ὤγυλος）。
公元前4-1世纪间，该岛被用作一群奇里乞亚海盗的基地，直到被庞培摧毁。海盗们的堡垒现仍可在岛上东北的一座峭壁顶上找到。该岛的考古资料现已被彻底地梳理过，并可公开查看以供研究。
安迪基西拉以1900年安迪基西拉沉船的发现而著名，在沉船中发现了安迪基西拉机械装置及安迪基西拉青年铜像。安迪基西拉机械装置是一台古代计算器（有时被描述为第一台计算机），用以计算天文位置，根据其数据推定为公元前150-100年左右的机械装置。其制作技术复杂，其后千年间再也没出现过如此物件。

## 地理
安迪基西拉岛与基西拉岛之间为基西拉海峡，安迪基西拉岛与克里特岛之间为安迪基西拉海峡，经过这里海水从地中海流入克里特海。全岛总面积20.43平方公里，呈菱形。北西北至南东南方向长10.5公里，东东北至西西南方向长3.4公里。

## 著名人物
- Andreas Anagnostakis（英语：Andreas Anagnostakis），希腊医学家。